# Leymen

Leymen este o comună în departamentul Haut-Rhin din estul Franței. În 2009 avea o populație de 1.122 de locuitori.

## Evoluția populației
| An        | 1975 | 1982 | 1990 | 1999  | 2006  | 2009  |
| --------- | ---- | ---- | ---- | ----- | ----- | ----- |
| Populație | 937  | 896  | 915  | 1.055 | 1.112 | 1.122 |